# Иво Иванов (офицер)
Иво Венелинов Иванов е български офицер (бригаден генерал), директор на Дирекция „Стратегическо планиране“.

## Биография
Роден е на 21 юли 1969 г. в град Разград. Там завършва средното си образование. В периода 1988 – 1993 г. учи във Висшето военно общовойсково училище във Велико Търново специалност „Танкови войски“. Завършва специалност „Организация и управление на тактическите формирования от Сухопътните войски“ във Военната академия в София през 2005 г. През 2019 г. завършва военния колеж на националния университет по отбрана във Вашингтон, САЩ. От 12 юли 2024 г. е назначен за директор на дирекция „Стратегическо планиране“ и повишен в звание бригаден генерал.

## Образование
- Средно образование, Разград – до 1988
- Висшето военно общовойсково училище „Васил Левски“, Велико Търново 1988 – 1993, специалност „танкови войски“
- Военна академия „Г. С. Раковски“, София – до 2005, специалност „Организация и управление на тактическите формирования от Сухопътните войски“
- Военен колеж на националния университет по отбрана във Вашингтон, САЩ – до 2019

## Военни звания
- Лейтенант (1993)
- Старши лейтенант
- Капитан
- Майор
- Подполковник
- Полковник (4 януари 2016)
- Бригаден генерал (12 юли 2024)